# 樋渡結依
樋渡 結依（ひわたし ゆい、2000年〈平成12年〉4月30日 - ）は、埼玉県出身の日本のアイドル、女優。スペースクラフト所属。女性アイドルグループ・AKB48の元メンバー。

## 略歴
2002年、ベネッセ「こどもちゃれんじ ぷち」CM出演。2006年から2007年にかけて、ベネッセ「こどもちゃれんじEnglish」のCMに出演 。
2007年にロッテ「キシリトールガム」のCMに仲間由紀恵と出演。
2013年12月17日より、「からっと☆」に加入して活動を開始。2014年8月17日に「からっと☆」を卒業。
2015年5月10日に開催された第2回AKB48グループドラフト会議において、第1巡目に3チーム（AKB48チームA・NMB48チームN・NMB48チームBII）から指名され、抽選によりAKB48チームAが交渉権を獲得した。翌6月23日にチームA公演で前座デビューした。
2015年9月17日、同年9月12日から始まったAKB48劇場での春風亭小朝「イヴはアダムの肋骨」特別公演に初出演する。同年11月8日、AKB48劇場での田中将大「僕がここにいる理由」特別公演に初日メンバーとして出演する。
2016年2月10日、チームA 7th Stage「M.T.に捧ぐ」初日公演において、正規メンバーへの昇格が発表される。同年6月1日発売のAKB48の44枚目のシングル『翼はいらない』で初めてシングル表題曲における選抜メンバーに入った。
2017年5月から6月にかけて投票が実施された『AKB48 49thシングル 選抜総選挙』では73位で、アップカミングガールズに選出された。
同年12月8日に行われた『AKB48劇場 12周年特別記念公演』で発表された組閣人事において、チームBへ異動となった（新チーム体制への移行は2018年4月から）。
2018年7月20日、AKB48公式ブログで学業専念のため活動を休止することが発表された。
2019年4月15日のチームB公演から活動を再開。
2019年11月7日、チームB劇場公演においてグループ卒業を発表。同月23日に最後の握手会に参加し、同月28日に卒業公演。
2020年7月27日、子役時代に所属していたスペースクラフトに再所属したことを公表した。

## AKB48での参加楽曲

### シングル選抜楽曲
- 「君はメロディー」に収録
  - M.T.に捧ぐ - 「横山Team A」名義
- 翼はいらない
  - Set me free - 「Team A」名義
- 「ハイテンション」に収録
  - 抑えきれない衝動 - 「ウェイティングサークル」名義
- 「シュートサイン」に収録
  - アクシデント中 - 「AKB48 U-19選抜」名義
- 「願いごとの持ち腐れ」に収録
  - 前触れ
- 「#好きなんだ」に収録
  - 月の仮面 - 「アップカミングガールズ」名義
- 「11月のアンクレット」に収録
  - 法定速度と優越感 - 「U-17選抜」名義
- 「ジャーバージャ」に収録
  - Position - 「AKB48若手選抜」名義
  - 友達ができた - 「まちゃりんと仲間たち。」名義
- 「Teacher Teacher」に収録
  - 新しいチャイム - 「Team B」名義
- 「サステナブル」に収録
  - 青春 ダ・カーポ  - 「AKB48カップリング選抜」名義

### アルバム選抜楽曲
- 『僕たちは、あの日の夜明けを知っている』に収録
  - 天国の隠れ家

### 劇場公演ユニット曲
チームA「恋愛禁止条例」公演
- ロマンスかくれんぼ（前座ガール）

田中将大「僕がここにいる理由」公演
- てもでもの涙

チームA 7th Stage「M.T.に捧ぐ」
- 制服ビキニ
- 夢でKiss me !（宮脇咲良のユニットアンダー）

外山大輔「ミネルヴァよ、風を起こせ」公演
- コップの中の木漏れ日
- 夢でKiss me !
- 記憶のジレンマ

あおきー「世界は夢に満ちている」公演
- 明日のためにキスを

高橋朱里→岩立チームB「シアターの女神」公演
- 初恋よ こんにちは
- ロッカールームボーイ

## 出演

### テレビドラマ
- 上を向いて歩こう〜坂本九物語〜（2005年、テレビ東京）
- メッセージ〜伝説のCMディレクター・杉山登志〜（2006年、MBS）
- MAGISTER NEGI MAGI 魔法先生ネギま!（2007年、テレビ東京） - 近衛木乃香（幼少） 役[注 2]
- 斉藤さん（2008年、日本テレビ） - あやめ組園児 役

### 映画
- のんちゃんのり弁（2009年9月26日、キノフィルムズ）
- スノーフレーク (小説)（英語版）（2011年8月6日）

### バラエティ
- AKBINGO!（2015年 - 2019年、日本テレビ）
- bot（2018年2月28日・3月7日、フジテレビ） - MC[24]

### テレビアニメ
- しまじろうのわお! 「はなちゃんの たんじょうび」（2018年3月31日、テレビ東京系列・テレビせとうち制作）[25]
- 届け!FM83〇!マンデーナイトシンフォニーR!（2020年11月2日 - 12月29日、チバテレ[注 3]） - 主演 ウノ・サチ 役[26]

### 劇場アニメ
- 映画しまじろう まほうのしまのだいぼうけん（2018年3月9日、東宝） - 可愛い小さな魔法使い 役[27]

### 舞台
- リーディングシアター「恋工場」（2016年9月22日、ベルサール渋谷ガーデン Cホール）[28]
- 舞台「ぼくらの七日間戦争2022」（2022年2月4日 - 6日、東京建物Brillia HALL） - 橋口純子 役[29][30][注 4]
- ハロウィンイマーシブシアター 魔女たちの奇妙な晩餐会（2025年10月17日 - 19日〈予定〉、Gallery-O5）[32]

### CM
- ベネッセ こどもちゃれんじEnglish（2006年 - 2007年）[3]
- ライオン バルサン（2006年）
- 京都銀行（2007年）
- ロッテ キシリトールガム「どうして」篇（2007年）[3]
- ジョンソン・エンド・ジョンソン バンドエイド・素肌フィット（2007年）
- 外為どっとコム（2009年）
- 日本マクドナルド SOFT TWIST（2009年）
- スマイルプリキュア!（2012年）
- フジッコ おまめさん「いただきますの心」篇・ふじっ子煮「いただきますの心」篇（2013年）[33][34]
- ドキドキ!プリキュア（2013年）
- ハピネスチャージプリキュア!（2014年）
- 明石スクールユニフォームカンパニー 企業PRCM（2016年）[35]

### ネット配信
- ウマきゅん 月曜日「トゥインクルシンデレラ」（2022年4月18日 - 2025年3月、東京シティ競馬） - レギュラーシンデレラ[36]
- サイサイてれび！おちゃの娘サイサイ クロちゃん&樋渡結依 総集編ツッコミどころ満載SP（2022年4月22日 - 6月17日、全3回、テレ朝動画）[37]

## 書籍

### 雑誌連載
- LOVE berry（2016年1月 - 、徳間書店） - モデル[38]